# Всемирный торговый центр 5
Всемирный торговый центр 5 (ВТЦ-5, 130 Liberty Street) — небоскрёб, строящийся в Нью-Йорке и являющийся частью реконструкции Всемирного торгового центра.

## Старое здание

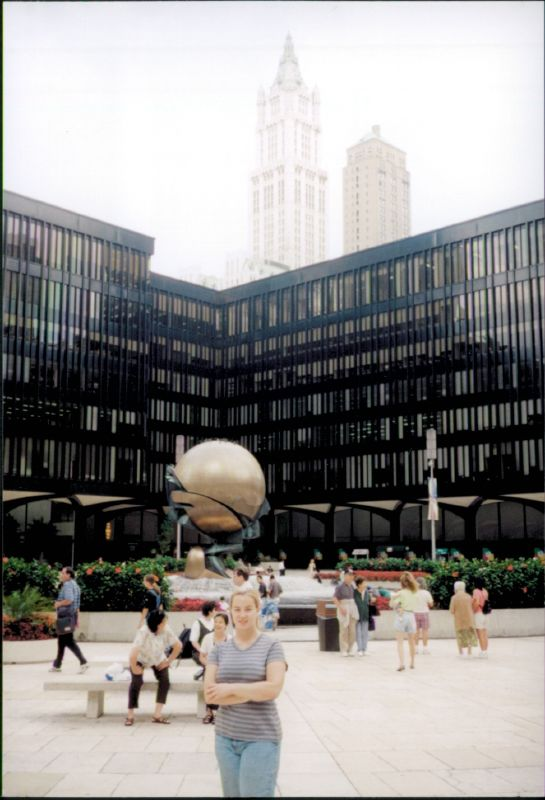
Оригинальное здание на фоне Сферы

Старое здание было построено в 1970—1972 гг., имело 9 этажей и использовалось как офисное. Являлось частью комплекса Всемирного торгового центра. Зданию был нанесён серьёзный ущерб 11 сентября 2001 года в результате обрушения 110-этажных башен-близнецов. ВТЦ-5 был зданием со стальным каркасом и имел L-образную форму. Размер здания 100x130 метров, площадь офисов составляла 11 000 м². Под зданием располагалась ветка метро, а в самом здании был доступ в метро. В подземном вестибюле здания располагались магазины и рестораны, в том числе крупнейший книжный магазин Нью-Йорка «Borders Group».

### Ущерб в результате теракта 11 сентября
Этажи 1-3 были повреждены частично, этажи с 4 по 9 пострадали сильнее из-за обрушения башен и начавшегося пожара. Внутренние части конструкции здания частично рухнули с 6 по 8 этажи. Внешнему фасаду здания был нанесён серьёзный ущерб огнём. Обломок одного из самолётов упал на крышу здания. В январе 2002 года остатки здания были снесены по программе реконструкции Всемирного торгового центра.
Федеральным агентством по чрезвычайным ситуациям установлено, что балки здания не были защищены от огня, но они выстояли. Однако 110-этажные башни-близнецы, имевшие огнестойкую защиту стали, рухнули.

### Арендаторы
В скобках указан этаж, если он известен.
- US Airways
- Charles Schwab (Concourse level)
- Sam Goody (Concourse level)
- Perfumeria Milano (Concourse level)
- American Airlines (Concourse level)
- Daniel Pehr, Inc. (Lobby)
- Children’s Discovery Center (Plaza level)
- Borders Books & Music (Plaza level)
- Krispy Kreme (Plaza level)
- JPMorgan Chase (1)
- FedEx (1)
- DHL (1)
- Affiliated Physicians of St. Vincent (3)
- World Trade Center Dental (3)
- Morgan Stanley (4,5,6)
- Credit Suisse First Boston (7,8,9)
- NYS Court of Claims (8)
- Continental Forwarding (8)
- Lower Manhattan Cultural Council (9)
- Howard Publications (9)
- Council of State Governments (9)
- American Shipper (9)
- Our Planet Mgmt. Institute, Ltd. (9)
- Hunan Resources & Tech. Institute (9)

### Галерея

ВТЦ-5 в правом верхнем углу
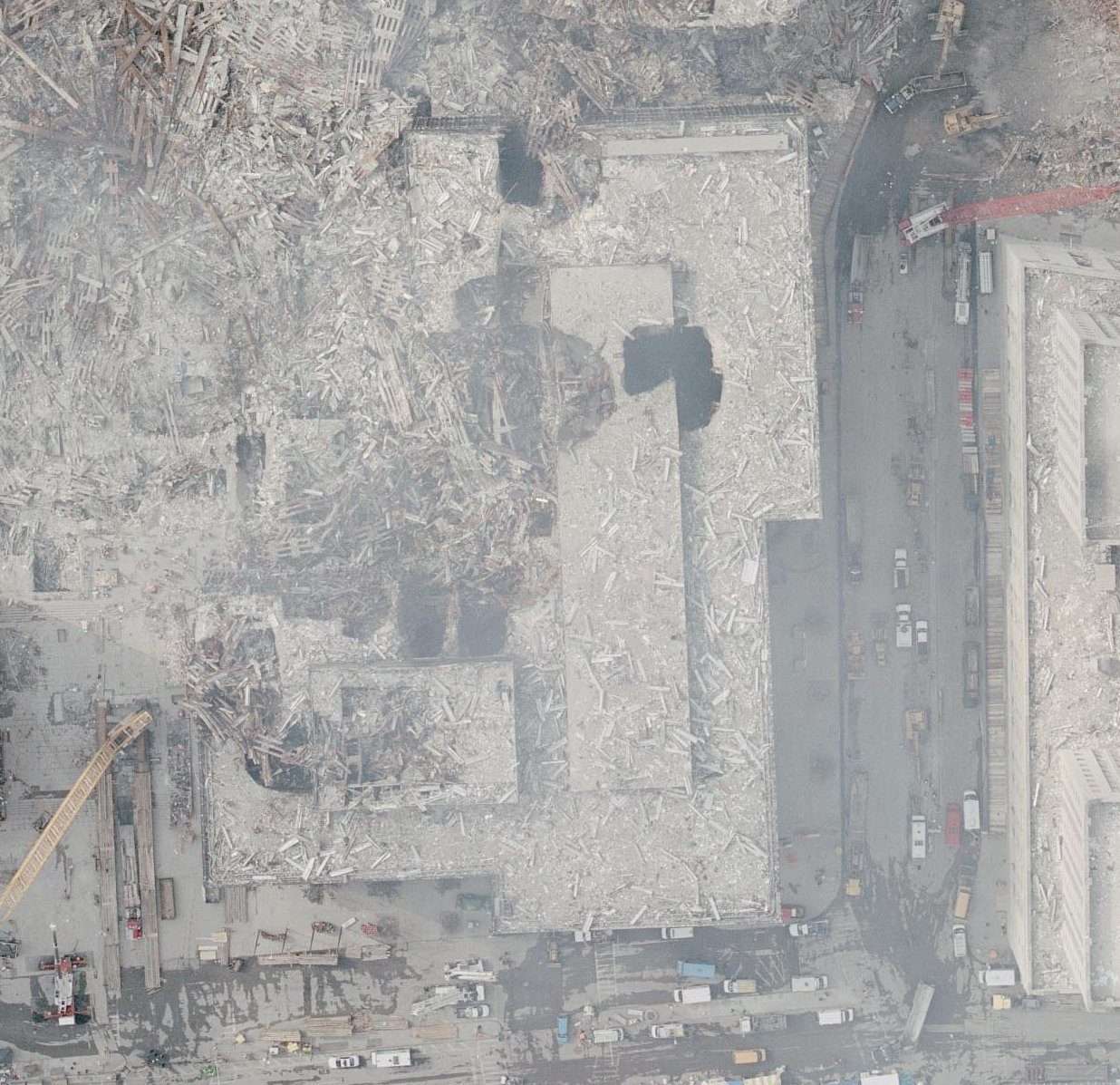
ВТЦ-5 после теракта

## Новое здание
После терактов 11 сентября пострадало соседнее с ВТЦ здание — Дойче-Банк-билдинг. Ремонту оно не подлежало, и было решено его снести. Снос здания завершился в 2011 году, после чего было решено возвести на этом месте новую башню ВТЦ, получившую обозначение ВТЦ 5.
Проектом 2011 года занималась студия Kohn Pedersen Fox. Проект представлял собой 42-этажное здание, с 12 по 19 этаж имеющее выпирающую часть с садом на её крыше.
Строительство началось в сентябре 2011 года, но было заморожено на постройке фундамента в 2013 году.
После открытия башни 3 в июне 2018 года для ВТЦ 5 был разработан новый дизайн, весьма схожий с оригинальным. У башни теперь 70 этажей, а не 42, как раньше.  Несмотря на это, строительство так и не начиналось.
В феврале 2021 года был разработан принципиально новый проект небоскрёба. Строительство планируется начать в 2024 году, а завершить в 2029 году. Высота здания теперь составляет 270 м, количество этажей — 80, из них 69 являются жилыми, 6 отведены под офисы, 3 под общественное пространство, и ещё один под лобби.
На 2024 год изменений на стройке нет. 